# Myospila prosternalis
Myospila prosternalis är en tvåvingeart som först beskrevs av Fritz Isidore van Emden 1951.  Myospila prosternalis ingår i släktet Myospila och familjen husflugor. Inga underarter finns listade i Catalogue of Life.